# Joint POW/MIA Accounting Command
Das Joint POW/MIA Accounting Command (JPAC) war eine Dienststelle des Verteidigungsministeriums der Vereinigten Staaten. Die Aufgabe des JPAC war die Suche nach Kriegsgefangenen (englisch Prisoner of War, POW) und vermissten Soldaten (englisch Missing in action, MIA) von Angehörigen der Streitkräfte der Vereinigten Staaten sowie deren Identifizierung. Das JPAC war organisatorisch dem United States Pacific Command untergliedert und dessen kommandierendem General berichtspflichtig.

## Übersicht
Das JPAC hatte seinen Hauptsitz in der Joint Base Pearl Harbor-Hickam auf Hawaii. Darüber hinaus verfügte das JPAC über Außenstellen (Detachments) in Bangkok (Thailand), Hanoi (Vietnam) und Vientiane (Laos). Die Zahl der Mitarbeiter des JPAC betrug rund 400 Soldaten und zivile Mitarbeiter. Zur Ausstattung gehörte ein Labor (Central Identification Laboratory Operations) zur Identifizierung sterblicher Überreste.

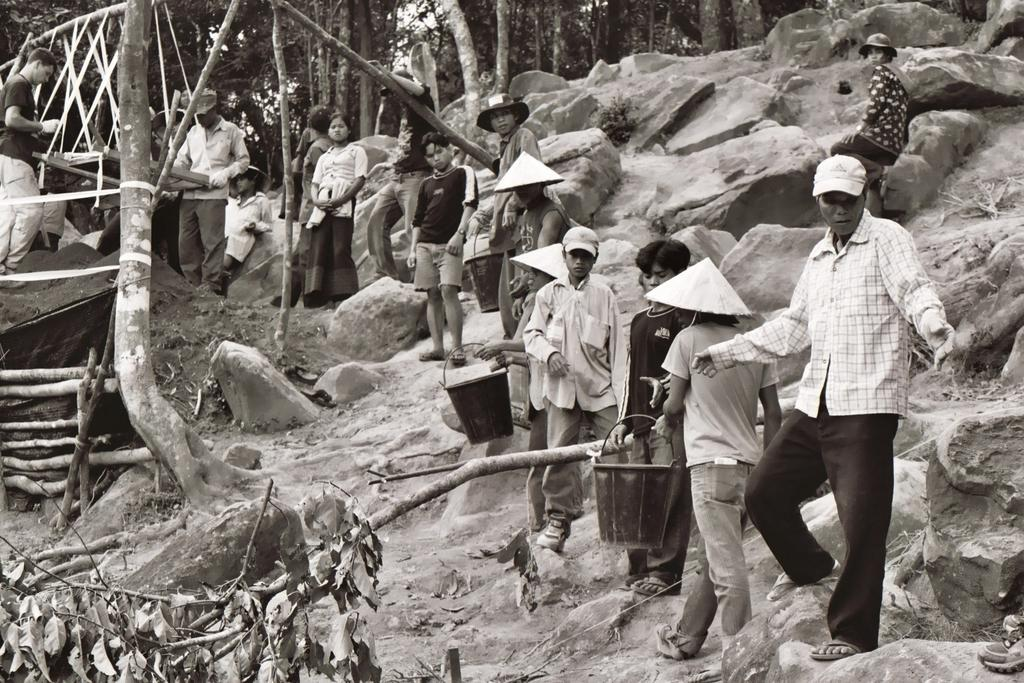
Einheimische in Laos bei der Unterstützung von Angehörigen eines Recovery Teams

Das JPAC ging aus einer 1997 gegründeten Arbeitsgruppe des Verteidigungsministeriums hervor, die am 1. Oktober 2003 mit zwei Laboren zusammengefasst wurde, die 1973 in Thailand und 1976 auf Oʻahu (Hawaii) eingerichtet worden waren. Hauptaufgabe im Rahmen der Nachforschung ist die Untersuchung aller Hinweise, die der Auffindung von vermissten Soldaten dienen könnten. Sofern die Beweislage es rechtfertigt, wird eine Bergungs- und Rückführungsmission (englisch Recovery mission) unternommen, für die das JPAC über 18 Recovery Teams verfügt.
Alle im Rahmen einer solchen Mission geborgenen Leichenteile, menschlichen Überreste sowie technischen Artefakte wie beispielsweise Flugzeugtrümmer werden anschließend im Labor untersucht, um nach Möglichkeit eine Identitätsfeststellung zu erreichen. Hierzu werden sowohl klassische Methoden der Anthropologie wie Rückschlüsse aus Leichenteilen auf das Geschlecht, die Größe oder das Alter als auch moderne Methoden wie die DNA-Analyse verwendet. Nach dem erfolgreichen Abschluss einer Untersuchung werden die nächsten Angehörigen über die Details informiert.

Die Zahl vermisster US-Soldaten (Gefallene/Kriegsgefangene) beträgt gegenwärtig rund 88.000, davon rund 78.000 aus dem Zweiten Weltkrieg, rund 8.000 aus dem Koreakrieg und rund 2.000 aus dem Vietnamkrieg. Für etwa die Hälfte bestehen Aussichten auf eine Auffindung und Identifizierung.

## Untersuchungen
Im Jahr 2013 veröffentlichte die Associated Press (AP) einen internen Bericht, welcher die JPAC als „akut dysfunktional“ darstellt. Darin wurde beschrieben, dass das JPAC unter der Bürokratie litt und „von einer ‚Funktionsstörung zum totalen Versagen‘ absteigen“ könnte. Die Untersuchung von Paul M. Cole deckte auf, dass viel Geld an Nordkorea gezahlt wurde, damit diese Ausgrabungen von gefallenen Soldaten erlauben, die von den Nordkoreanern aus Lagern geholt wurden und wahrscheinlich auch als Laborskelette missbraucht wurden. Des Weiteren verfehlte die Einheit die geforderten 200 Identifizierungen pro Jahr. So wurden im Jahr Überreste von 80 Personen ausfindig gemacht, wovon 38 „entweder einseitig von anderen Regierungen übergeben oder von einem US-Militärfriedhof ausgegraben“ wurden.
2013 gab das Verteidigungsministerium zu, Zeremonien zu Ehren der gefallenen Soldaten gefälscht zu haben. Die Ankunft der Soldaten habe in nicht funktionsfähigen Flugzeugen stattgefunden, die für die Feierlichkeiten zu einem geeigneten Stellplatz geschleppt wurden.
Daraufhin eröffnete die Regierung eine Untersuchung wegen „Verschwendung und Missbrauch von Steuergeldern“ gegen das JPAC.
Am 30. Januar 2015 fusionierte das JPAC mit dem Defense POW/Missing Personnel Office und dem Life Sciences Equipment Laboratory der US-Luftwaffe und wurde damit zur Defense POW/MIA Accounting Agency (DPAA).